# Eva Ngui
Eva Ngui Nchama (ur. 9 czerwca 1985 w Malabo) – lekkoatletka, paraolimpijka z Hiszpanii startująca głównie w zawodach sprinterskich kategorii T12. Brała udział w  Letnich Igrzyskach Paraolimpijskich w 2004, 2008 i 2012, zdobyła dwa brązowe medale na igrzyskach w 2008. 

## Życiorys
Od urodzenia choruje na bielactwo i ma problemy ze wzrokiem. W 2003 przeprowadziła się z Gwinei Równikowej do Hiszpanii. Do 2008 mieszkała w L’Hospitalet de Llobregat.
Jako paraolimpijka reprezentująca Hiszpanię rywalizuje głównie w zawodach sprinterskich kategorii T12. Zaczęła w 2001. Jest członkinią ISS klubu sportowego L’Hospitalet Atletisme w L’Hospitalet de Llobregat. Około 2008 spędziła rok na szkoleniu w High Performance Centre w Madrycie. Trenowała pod okiem Manuela Pascua Piquerasa.
Brała udział w mistrzostwach Hiszpanii 2011 w Bizcaia. Zakwalifikowała się i startowała w Mistrzostwach Świata IPC w lekkoatletyce w 2011. Była tam jedną z 32 zawodniczek reprezentujących Hiszpanię. Zdobyła brązowy medal w imprezie T12 na 100 metrów.
W 2012 otrzymała stypendium dla sportowców Plan ADO w wysokości 18 000 euro z rezerwą w wysokości 3000 euro i stypendium trenerskim w wysokości 2500 euro. W maju 2012 uczestniczyła w Paraolimpijskich Mistrzostwach Świata w Manchesterze. Zdobyła trzecie miejsce w biegu na 100 metrów i drugie na 200 metrów. Przed rozpoczęciem Igrzysk w Londynie trenowała w Logroño z kilkoma niedowidzącymi hiszpańskimi lekkoatletami. W lipcu 2012 w przededniu Igrzysk Paraolimpijskich w Londynie brała udział w wyścigu Diamond League w Crystal Palace National Sports Centre w Londynie. W maju 2013 startowała w mistrzostwach Hiszpanii. Zdobyła złote medale w biegu na 100 i 200 metrów. W lipcu 2013 uczestniczyła w Mistrzostwach Świata w Lekkoatletyce IPC 2013.
Brała udział w Letnich Igrzyskach Paraolimpijskich 2004 w Atenach w Grecji. Odpadła w półfinale biegu na 100 metrów kobiet w konkurencji T12. Brała udział w Letnich Igrzyskach Paraolimpijskich 2008 w Pekinie w Chinach, gdzie zdobyła brązowy medal na 100 metrów kobiet (konkurencja T12) i brązowy medal na 200 metrów kobiet (konkurencja T12). Brązowy medal na 200 metrów przyznano jej po skardze hiszpańskiej reprezentacji, że angolska biegaczka Evalina Alexandre, która skończyła przed Ngui, była wspomagana przez przewodnika niezgodnie z zasadami. Ngui ścigała się na Letnich Igrzyskach Paraolimpijskich 2012. Do mety dobiegła jako czternasta.